# Bovo II di Corvey
Bovo II di Corvey (IX secolo – Corvey, 916) è stato un teologo tedesco, abate dell'abbazia di Corvey, oggi Höxter, Renania Settentrionale-Vestfalia.
Pochissimo è noto su Bovo (o Bovone): appartenente alla stirpe degli Ecbertini, fu abate del monastero di Corvey (anche indicata come Corvay o Corbie), dal 900 al 916. L'unica sua opera pervenuta è un commento, dedicato a un vescovo che porta il suo stesso nome, al nono carme di Boezio O qui perpetua, presente nel terzo libro della De consolatione philosophiae; Angelo Mai ritrovò i due manoscritti contenenti il commento che fu pubblicato per la prima volta nel 1831. 
Bovo viene citato dal contemporaneo cronista Vitichindo di Corvey il quale, nelle sue Res gestae Saxonicae (III, 2), gli attribuisce una poco credibile conoscenza della lingua greca che avrebbe mostrata al re franco Corrado I. 

## Il carme di Boezio

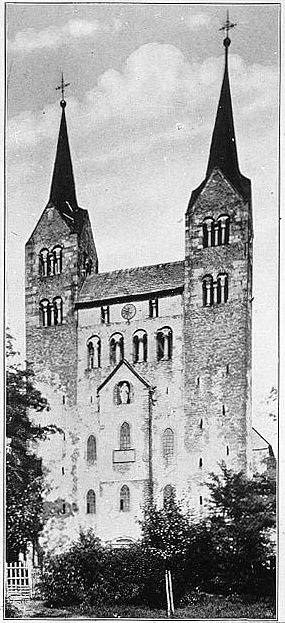
L'abbazia di Corvey

## Il commento
La Consolatio boeziana era stata già commentata da Remigio di Auxerre e da un anonimo che si credette di poter identificare, senza fondamento, in Scoto Eriugena, che accettavano l'ortodossia cristiana dell'opera.
Diversamente da Remigio, Bovo, che sembra conoscere tutta l'opera di Boezio e in particolare la Consolazione, nel suo scritto si limita a commentare il carme, ponendosi il problema di come sia stato possibile che Boezio, considerato allora un cristiano martire della fede e che in uno dei suoi Opuscoli teologici si era preoccupato di confutare gli "eretici" Nestorio ed Eutiche, abbia scritto un testo come la Consolazione della filosofia che, più che essere un testo cristiano - fino a contenere alcune affermazioni contrarie alla fede cristiana («in multis locis eiusdem operis, quod Consolationis Philosophiae titulo praenotatur, quaedam catholicae fidei contraria repperiri») - espone teorie di filosofi platonici, ma nessuna cosa attinente alla dottrina ecclesiastica («in his libris nihil de doctrina ecclesiastica disputasse»).
Egli si mostra al corrente dei temi platonici che concordano con la dottrina cristiana, quali la bontà divina come causa della creazione, ma rifiuta la teoria dell'anima del mondo e della trasmigrazione delle anime. Il problema è di riconoscere quali siano le fonti platoniche di Bovo: essendo stato escluso dal Silvestre che abbia tenuto presente il Timeo, forse per una sua propria scelta, essendo il dialogo di Platone ben noto all'epoca e sul quale il carme boeziano è fondato, esse consisterebbero nel commento di Macrobio al Somnium Scipionis ciceroniano.